# الحرس الإمبراطوري الإيراني

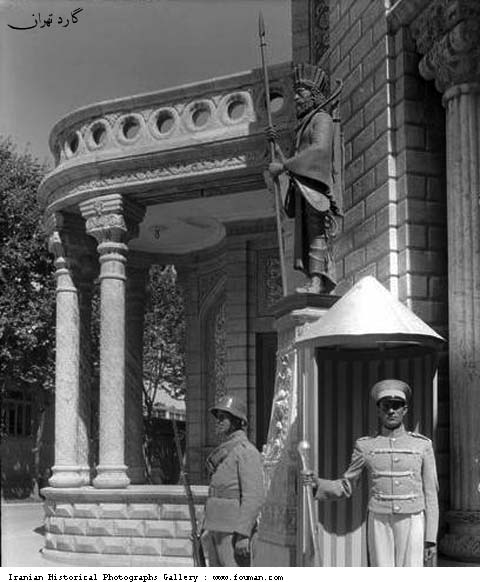
حارسان من الحرس الإمبراطوري في العاصمة الإيرانية طهران

الحرس الامبراطوري الإيراني (بالفارسية: گارد شاهنشاهی) هو الحرس الخاص المكلف في حماية شاه إيران تأسس عام 1942 في حكم الشاه محمد رضا بهلوي حتى الثورة الإسلامية التي قادها الإسلاميون في إيران عام 1979 ، بعد الثورة أعيد تشكيل الحرس ليكون فرقة المشاة 21 التابعة للجيش الإيراني.
وكان الحرس الإمبراطوري في نهاية عقد السبعينيات قد بلغ عدد أفراده حوالي 18,000 يشكلون فرقتين.

## قادة الحرس
قادة الحرس حتى ثورة 1979:
- المشير جعفر شفقت
- المشير قره باغی
- اللواء ضرغام
- الفريق محوی
- المشير نعمت ‌الله نصیری (اعدم)
- اللواء علی نشاط (اعدم)
- الفريق عبد العلی بدره‌ای